# سیمین‌ماهی دلتا
سیمین‌ماهی دلتا (نام علمی: Hypomesus transpacificus) نام یک گونه از سرده سیمین‌ماهی‌های شمالی است.